# لیتل تونی
لیتل تونی (ایتالیایی: Little Tony؛ ۹ فوریه ۱۹۴۱ – ۲۷ مهٔ ۲۰۱۳) با نام اصلی آنتونیو چاچی، یک خواننده و هنرپیشه اهل سان مارینو بود. وی بین سال‌های ۱۹۵۷ تا ۲۰۱۳ میلادی فعالیت می‌کرد.
وی زادهٔ ایتالیا و شهروند سان مارینو بود که از اواخر دههٔ ۱۹۵۰ تا اوایل دههٔ ۱۹۶۰ میلادی، به موفقیت خوبی در انگلستان دست یافت.
از فیلم‌هایی که وی در آن نقش داشته‌است، می‌توان به این دنیای دیوانهٔ دیوانهٔ ترانه و بوی شب اشاره کرد.